# Carlos Cortijo
Carlos Alfonso Cortijo McCubbin, né le 22 août 1969 à Lima, est un footballeur péruvien reconverti en entraîneur.

## Biographie

### Carrière de joueur
En 1986, Carlos Cortijo fait ses débuts au sein du Deportivo Municipal avant de passer l'année suivante au Deportivo AELU. Il s'expatrie par la suite au Venezuela et joue notamment au Deportivo Galicia. En 1991, il rentre au Pérou et après quelques expériences à l'Octavio Espinosa (Ica) et au CNI (Iquitos), il met un terme à sa carrière de joueur en 1994.
Entre 1986 et 1988, il est convoqué en équipe du Pérou U20.

### Carrière d'entraîneur
Devenu entraîneur, Carlos Cortijo se spécialise dans le tournoi de 2e division du Pérou, depuis ses débuts dans cette catégorie avec l'Universidad San Marcos en 2007. Il remporte par la suite deux championnats de D2 d'affilée, en 2014 à la tête du Deportivo Municipal, puis en 2015 avec le Comerciantes Unidos. 
Il a également l'occasion de diriger avec moins de succès d'autres pensionnaires de deuxième division dont le Juan Aurich en 2018. En 2019, il entraîne le Pirata FC en 1re division avant de démissionner. Il revient néanmoins en 2020 afin de le diriger à nouveau, cette fois-ci en 2e division.
En 2021, il s'expatrie en Équateur afin de prendre les rênes du Cañar FC (es), club de 3e division équatorienne. Revenu au Pérou, il dirige successivement entre 2021 et 2023 l'Unión Comercio, le CD Coopsol, le Juan Aurich et le León de Huánuco.

## Palmarès d'entraîneur
| Deportivo Municipal - Championnat du Pérou D2 (1) : - Champion : 2014. |  | Comerciantes Unidos - Championnat du Pérou D2 (1) : - Champion : 2015. |